# 1270

Високе Середньовіччя •  Реконкіста •  Хрестові походи •  Монгольська імперія

## Геополітична ситуація
Михайло VIII Палеолог є імператором Візантійської імперії (до 1282). У Священній Римській імперії триває період міжцарства (до 1273). У Франції почав правити Філіп III Сміливий (до 1285).
Апеннінський півострів розділений: північ належить Священній Римській імперії, середню частину займає Папська область, південь належить Сицилійському королівству. Деякі міста півночі: Венеція, Піза, Генуя тощо, мають статус міст-республік.
Майже весь Піренейський півострів займають християнські Кастилія, Леон (Астурія, Галісія), Наварра, Арагонське королівство (Арагон, Барселона) та Португалія, під владою маврів залишилися тільки землі на самому півдні. Генріх III є королем Англії (до 1272), а королем Данії — Ерік V (до 1286).
Ярлик від Золотої Орди на княжіння у Києві та Володимирі-на-Клязьмі має Ярослав Ярославич (до 1271). Король Русі Лев Данилович править у Галичі (до 1301), Роман Михайлович Старий — у Чернігові (до 1288). На чолі королівства Угорщина став Стефан V Арпад (до 1272). У Кракові княжить Болеслав V Сором'язливий (до 1279).
Монгольська імперія займає більшу частину Азії. Північний Китай підкорений монголами, на півдні династія Сун усе ще чинить опір. У Єгипті правлять мамлюки. Невеликі території на Близькому Сході утримують хрестоносці. Мариніди почали правити в Магрибі. Делійський султанат є наймогутнішою державою Північної Індії, а на півдні Індії домінує Чола. В Японії триває період Камакура.
Цивілізація майя переживає посткласичний період. Почала зароджуватися цивілізація ацтеків.

## Події
- Князем Литви став Тройден.
- Литовці здобули перемогу над Лівонським орденом у битві при Карусе.
- Стефан V Арпад став королем Угорщини.
- Французький король Людовик IX розпочав Восьмий хрестовий похід з облоги Тунісу, під час якої помер.
- Королем Франції став Філіп III Сміливий. При поверненні до Франції з хрестового походу його флот потрапив у бурю і зазнав значних втрат.
- Англійський принц Едвард прибув, коли французи вже повертались, а тому поплив далі в Палестину.
- Завдяки зусиллям Карла Анжуйського Восьмий хрестовий похід завершився укладенням миру з еміром Тунісу.
- Гібеліни прийшли до влади в Генуї.
- У Паризькому університеті заборонено викладання вчення Аверроеса.
- Вітело переклав латиною твір Альхазена з оптики.
- Єгипетський султан  Бейбарс захопив у хрестоносців  Аскалон і повністю знищив місто.
- У Кореї спалахнуло повстання проти маріонеткового уряду, підпорядкованого Монгольській імперії.
- Чагатайський хан Барак вторгся в Іран, спалив Нішапур, але ільхан Абака зумів дати йому відсіч.
- Ільхан Абака встановив свою столицю в Тебрізі.